# Ugyops contiguus
Ugyops contiguus är en insektsart som först beskrevs av Walker 1857.  Ugyops contiguus ingår i släktet Ugyops och familjen sporrstritar. Inga underarter finns listade i Catalogue of Life.